# Hélice (ciudad)

Mapa de la antigua Acaya. Hélice estaba en la costa, al norte de Bura.

Hélice o Helike (en griego Ἑλίκη pron. AFI /he.ˈli.kɛː/ o /ɛ.ˈʎi.ci/; en latín Helice) fue una antigua ciudad de Acaya, una de las doce ciudades aqueas, situada en la costa entre los ríos Selinunte y Cerinites y no muy lejos de Egio. 
La ciudad estaba a unos 32 km al este de Patras. Fue destruida por un terremoto/maremoto en 373 a. C. y nunca fue reconstruida, hasta el punto que su localización se perdió hasta que ha sido encontrada recientemente por los arqueólogos.

## Historia

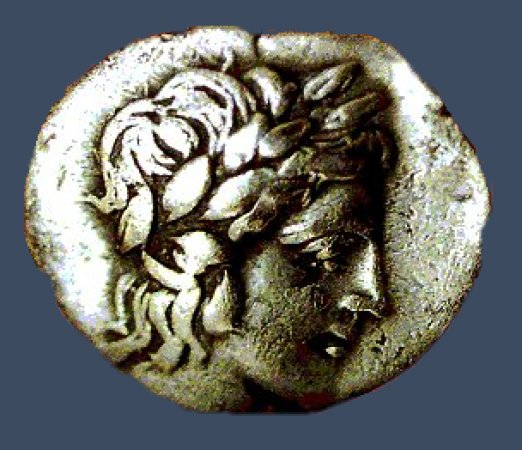
Cabeza de Poseidón en una moneda de Hélice.

Se cree que era la ciudad más antigua de Acaya y legendariamente se atribuye su fundación a Ion, que la hizo su residencia y le dio el nombre de su mujer, Hélice, hija de Selinunte. Es citada en el Catálogo de las naves de la Ilíada dentro de los dominios de Agamenón.
La ciudad tenía un famoso templo dedicado a Poseidón conocido por Heliconio. Los jonios iniciaron aquí las asambleas periódicas que después continuaron en Asia Menor, conocidas como Panjonio. Después de la conquista del país por los aqueos, los jonios fueron expulsados hacia Atenas y después hacia las costas de Asia Menor. 
Hélice fue una ciudad-estado importante miembro de la Liga Aquea hasta que fue destruida por un terremoto en 373 a. C. Fue un sismo nocturno y la ciudad se hundió en la tierra. Al mismo tiempo fue cubierta por el agua del mar, se perdieron diez naves espartanas fondeadas en la bahía y murieron muchos de los habitantes. Su territorio fue anexionado por Egio. La ciudad de Bura, próxima a Hélice, fue igualmente destruida por el mismo terremoto, el cual fue atribuido según una leyenda a una venganza de Poseidón porque la ciudad no había querido recibir a una delegación para visitar la estatua del dios a los colonos de Asia Menor, y ni siquiera habían permitido sacar copias que la utilizaran de modelo, o porque incluso se había dado muerte a unos suplicantes tras sacarlos del templo donde se habían refugiado.
En 1861, un equipo de arqueólogos alemanes Adolf Michaelis y Alexander Conze compran una moneda en la ciudad, que contenía la efigie de Poseidón, seguramente siguiendo el modelo de la estatua del templo, en un perfecto estilo clásico y en el reverso ven los principales atributos del dios Poseidón el tridente y dos delfines nadando hacia arriba, observando la moneda más a fondo descubren cuaro letras que describe "ELIK" que es la abreviatura de Helike .

## Redescubrimiento

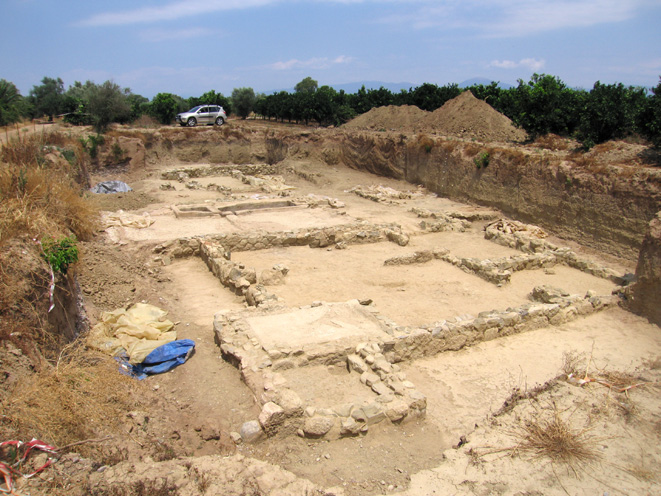
Algunos de los restos hallados de la antigua Hélice.

En 1988, Dora Katsonopoulou y Steven Soter pusieron en marcha el «Proyecto Hélice», con el objetivo de encontrar los restos de la ciudad desaparecida. La interpretación predominante era que estaba sumergida en algún lugar del Golfo de Corinto. Katsonopoulou inició una exploración sobre el lecho marino extrallendo muestras, mientras estudiaba los diferentes manuscritos y textos de antiguos historiadores, al no encontrar muestras, puso énfasis en las lecturas y dio una nueva interpretación la palabra Poros (Cefalonia) donde Helika se habría hundido sería en una laguna, que ahora estaba seca y se representaba como una llanura por la sedimentación, así inició la exploración en tierra, perforando hasta una profundidad de 15 metros. En 1993 encontró fragmentos de cerámica. En 1995 durante la exploración encontraron una edificación de la época romana lo que indicaba que esa parte era habitada. Sin embargo, a partir del año 2001 se descubrieron los restos de una ciudad enterrados en una antigua laguna, que en 2012 se confirmaron como pertenecientes a la antigua Hélice.